# Ključevský masiv
Ključevský masiv (rusky Ключевская группа вулканов) je sopečná oblast ležící ve středokamčatské tektonické depresi na poloostrově Kamčatka západně od Východokamčatského hřbetu.

## Popis
Masiv patří z geologického hlediska k východnímu vulkanickému pásmu, který je součástí ohnivého kruhu. Jde o největší skupinu sopek v Rusku. Její celková rozloha dosahuje 6 500 km².
Pohoří leží ve střední části poloostrova na dolním toku řeky Kamčatka u jejího ohybu na východ. Na jeho úbočí pramení řeky Pravyj Tolbačik, Levyj Tolbačik, Suchaja Chapica a Studěnoj.
Kromě sopečných vrcholů se zde nachází okolo 400 povrchových vulkanických jevů.

## Vrcholy
Masiv má 14 vrcholů.
- činné sopky: Bezymjannyj, Ključevskaja, Dalnij a Ploskij Tolbačik,
- neaktivní sopky: Kameň, Uškovskij, Srednij a Ostryj Tolbačik, Ostraja, Obalnaja a Malaja Zimina, Gornyj Zub, Bolšaja a Malaja Udina.